# Mysmenella papuana
Mysmenella papuana là một loài nhện trong họ Mysmenidae.
Loài này thuộc chi Mysmenella. Mysmenella papuana được L. Baert miêu tả năm 1984.